# ФК Стад Рене
ФК Стад Рене (на френски: Stade Rennais Football Club) е френски футболен клуб от град Рен. В България е известен с кратката си форма ФК Рен.

## История
Основан е през 1901, под наименованието Стад Рене Юниверсите Клюб („Stade Rennais Université Club“). Сегашното си име носи от 1971 година, от когато е и последния забележителен успех – Купата на Франция, спечелена във финален мач срещу Олимпик Лион.
През 1932 година придобива професионален статут и вече има 49 сезона в елитната Лига 1 на Франция.

## Успехи
- Купа на Франция
  - Победител (3): 1965, 1971, 2019
  - Финалист (2): 1922, 1935
- Лига 2
  - Шампион (2): 1956, 1983
  - Вицешампион: 1939, 1958, 1980, 1993, 1994
- Купа Интертото
  - Победител: 2008
  - Финалист: 1999
- Coupe Gambardella
  - Победител: 1973, 2003, 2008

## Състав
Сезон 2019/20

## Известни бивши футболисти
- Жослен Англома
- Йоан Гуркуф
- Ги Лакомб
- Бернар Лама
- Улрих Льо Пен
- Микаел Силвестр
- Силвен Вилтор
- Луиш Фабиано
- Шабани Нонда
- Франсоа Омам-Бийк
- Петър Чех
- Ел-Хаджи Диуф
- Александър Фрей
- Марко Граси

## Български футболисти
- Николай Илиев: 1993/95 - (5 мача - 0 гола)
- Георги Иванов - Гонзо: 2002/04 - (12 мача - 0 гола)

## Бивши треньори
- Пол Льо Гуен
- Вахид Халилходжич
- Ласло Болони